# Days of Loss
Days of Loss ist eine derzeit aus fünf Mitgliedern bestehende österreichische Metalband aus Wien.

## Geschichte
Days of Loss wurde Mitte der 1990er Jahre in Wien gegründet. Ihre ersten beiden Alben entstanden in Eigenproduktion. Die Aufnahmen ihres dritten Albums erfolgten in den Wiener Hinterhof-Studios und das Werk wurde beim Wiener Independent-Label Terrasound Records veröffentlicht. 2010 war die Band für den Amadeus Award nominiert.
Days of Loss spielten schon im Vorprogramm von unter anderem Napalm Death, In Flames, Brujeria, Debauchery und Grave. Im Februar 2010 spielte die Band als Support für Heaven Shall Burn zwei Shows. Ebenfalls wurden viele Festivalbühnen unsicher gemacht, wie die Main Stage am Metal Fest Austria 2010, Kaltenbach Open Air und zuletzt auch das Donauinselfest 2013 und 2015 in Wien. Im Februar 2014 wurde das aktuelle Album Our Frail Existence veröffentlicht.
Ken Straetman hat die Band im Sommer 2015 verlassen und wurde durch Denis Dincer ersetzt.
Im Dezember 2016 verließ Wolf Labmayer die Band und wurde im November 2017 von Patrick Fian am Bass abgelöst.

## Diskografie
- 2001: Lobotomy (Eigenproduktion)
- 2004: Sleeping Gods Lie (Eigenproduktion)
- 2010: Live Is Decay (Terrasound Records)
- 2014: Our Frail Existence (Noisehead Records)